# E.J. Junior
Ester James Junior III (Salisbury, 8 dicembre 1959) è un ex giocatore di football americano statunitense che ha militato nel ruolo di linebacker nella National Football League (NFL).

## Carriera
Al college Junior giocò a football ad Alabama sotto la guida del leggendario allenatore Bear Bryant, venendo premiato come All-American. Fu scelto come quinto assoluto nel Draft NFL 1981 dai St. Louis Cardinals. Nel 1984 ebbe un primato personale di 9,5 sack, venendo convocato per il suo primo Pro Bowl e inserito nel First-team All-Pro. Rimase con i Cardinals fino al 1988, dopo di che giocò per i Miami Dolphins (1989-1991), i Tampa Bay Buccaneers (1992) e i Seattle Seahawks (1992-1993).

## Palmarès
- Convocazioni al Pro Bowl: 2

1984, 1985
- First-team All-Pro: 1

1984
- College Football Hall of Fame